# Ctenomys perrensis
El tucu-tucu goyense (Ctenomys perrensis) es una especie de roedor histricomorfo de la familia Ctenomyidae endémica de Argentina.
Mide 15–25 cm; longitud de cola 6–11 cm; peso 100–700 g

## Fuente
- Baillie, J. 1996. Ctenomys perrensis. 2006 IUCN Lista Roja de Especies Amenazadas; consultado el 29 de julio de 2007.
- Wikispecies tiene un artículo sobre Ctenomys perrensis.

- Datos: Q1767892
- Especies: Ctenomys perrensis